# 호키다이센역

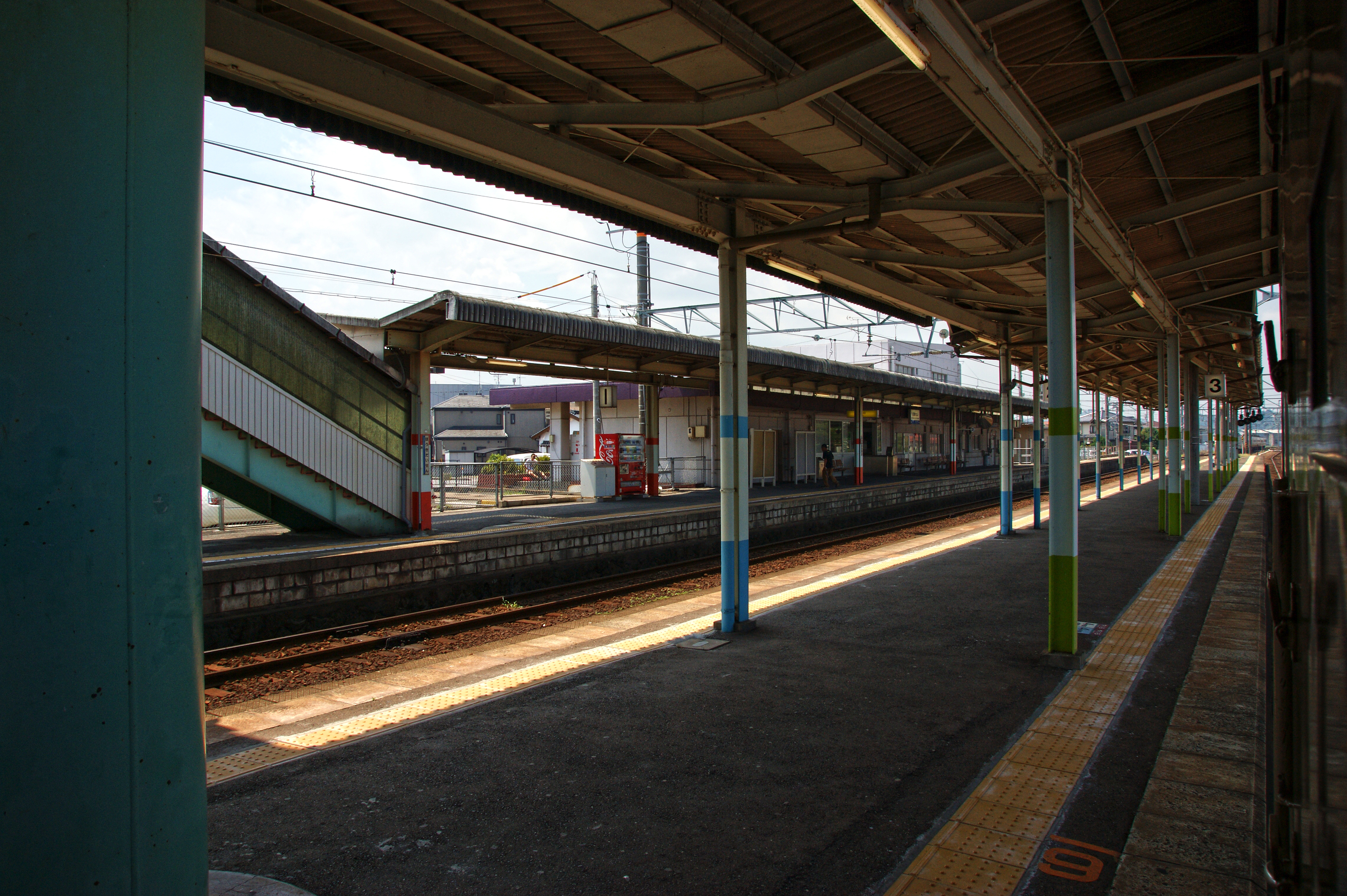
Platform

호키다이센역(일본어: 伯耆大山駅)은 일본 돗토리현 요나고시에 있는 서일본 여객철도 · 일본화물철도의 역이다. 산인 본선의 소속 철도역이지만, 이 역을 종점으로 하는 하쿠비 선까지 2개의 노선이 상호 운행되고 있다. 또한, 하쿠비 선의 모든 열차가 요나고역까지 직통 운행된다. 단선 · 섬식의 형태를 합친 복합 구조의 철도 역사이다.

## 타는 곳
| 플랫폼 | 노선                           | 방향   | 행선지                      | 비고                                       |
| ------ | ------------------------------ | ------ | --------------------------- | ------------------------------------------ |
| 1      | ■ 산인 본선 (■ 하쿠비 선 포함) | 하행선 | 요나고 · 마쓰에 방면        | 통상 정차열차는 이 승강장.                 |
| 2      | ■ 산인 본선 (■ 하쿠비 선 포함) | 하행선 | 요나고 · 마쓰에 방면        | 정차열차는 일부의 보통 · 쾌속만.           |
| 3      | ■ 산인 본선                    | 상행선 | 구라요시 · 돗토리 방면      |                                            |
| 3      | ■ 하쿠비 선                    | 상행선 | 네우 · 니미 · 오카야마 방면 | 개찰구의 LED에는 '오카야마'의 표기가 없다. |

### 화물 취급 · 전용선
일본화물철도의 역은, 전용선 발착의 컨테이너 화물 취급역으로 되어 있다.
역 구내의 화물용 유치선부터, 역 북서쪽에 있는 오지 제지 요나고 공장으로 전용선이 접속해, 컨테이너에 의한 제품 · 원료의 출입하가 실시되고 있다. 예전에는 유개차에 의한 이다마치 역 등으로의 제품출하나, 탱크차에 의한 라텍스 등 원료의 입하도 실시되고 있다.

## 역 주변
- 오지 제지 요나고 공장
- 산인합동은행
- 산인 자동차도 요나고히가시 나들목
- 요나고 자동차도 요나고 나들목
- 국도 제9호선
- 국도 제431호선

## 역사
- 1902년 12월 1일 : 구만토역(熊党駅)으로서 개업.
- 1911년 11월 1일 : 다이센역(大山駅)으로 개칭.
- 1917년 5월 1일 : 호키다이센역으로 개칭.
- 1987년 4월 1일 : 일본국유철도 분할 민영화에 의해, 서일본 여객철도 · 일본화물철도의 역이 된다.

## 인접 정차역
| 서일본 여객철도 산인 본선 | 서일본 여객철도 산인 본선 | 서일본 여객철도 산인 본선  |
| ------------------------- | ------------------------- | -------------------------- |
| 요도에 교토 방면          | ■ 산인 본선               | 히가시야마코엔 요나고 방면 |
| 서일본 여객철도 하쿠비 선 |                           |                            |
| 기시모토 구라시키 방면    | ■ 하쿠비 선               | 시·종착역                  |

호키다이센역(일본어: 伯耆大山駅)은 일본 돗토리현 [[요나고 